# Nielsendistrict
Het Nielsendistrict is een regionale indeling ten behoeve van marktonderzoek. 

## Herkomst
De term "Nielsen district" verwijst naar de Designated Market Areas (DMA's) die zijn ontwikkeld door Nielsen Company, een Amerikaans marktonderzoeksbedrijf. DMA's zijn geografische gebieden binnen de Verenigde Staten die zijn afgebakend op basis van lokaal televisiekijkgedrag. Ze worden voornamelijk gebruikt om televisiekijkcijfers te meten en stellen adverteerders en mediabedrijven in staat om doelgerichte campagnes te ontwikkelen binnen specifieke regio's. DMA's omvatten het gehele continentale VS, Hawaï, en delen van Alaska. Elke DMA bestaat uit een unieke set van counties en postcodes, en deze worden regelmatig bijgewerkt om veranderingen in mediaconsumptie weer te geven.
Het idee voor DMA's komt voort uit het eerdere werk van Arthur C. Nielsen, die in de jaren dertig pionierde op het gebied van marktonderzoek en marktaandeelanalyse. Dit leidde tot de latere kijkcijfermetingen voor radio en televisie, waarmee adverteerders hun bereik en impact konden vergroten op basis van regionale kijkcijfers. Tegenwoordig omvatten Nielsen’s metingen naast traditionele televisie ook digitale platformen en streamingmedia, waarmee het bedrijf zijn focus aanpast aan de veranderende mediaconsumptie.

## België
België kent meerdere Nielsendistricten.
- Nielsen I: Oost-Vlaanderen en West-Vlaanderen
- Nielsen II: Antwerpen, Limburg en Vlaams-Brabant
- Nielsen III: Brussel
- Nielsen IV: Henegouwen en Waals-Brabant
- Nielsen V: Namen, Luik en Luxemburg

## Nederland
Nederland kent vijf Nielsendistricten
- Nielsen I: de 3 grote steden plus randgemeenten, Amsterdam (plus Diemen, Ouder-Amstel, Landsmeer, Amstelveen), Rotterdam (plus Schiedam, Capelle aan den IJssel, Krimpen aan den IJssel, Nederlek, Ridderkerk, Barendrecht, Albrandswaard) en 's-Gravenhage (plus Leidschendam, Voorburg, Rijswijk, Wassenaar, Wateringen)
- Nielsen II: Noord-Holland, Zuid-Holland en Utrecht (exclusief de Nielsen I gemeentes)
- Nielsen III: Groningen, Friesland en Drenthe
- Nielsen IV: Overijssel, Gelderland en Flevoland
- Nielsen V: Zeeland, Noord-Brabant en Limburg